# قرار مجلس الأمن التابع للأمم المتحدة رقم 1977
قرار مجلس الأمن التابع للأمم المتحدة رقم 1977، الذي تم تبنيه بالإجماع في 20 أبريل 2011، بعد التذكير بالقرارات 1540 (2004) و1673 (2006) و1810 (2008) بشأن عدم الانتشار، مدد المجلس ولاية اللجنة المنشأة بموجب القرار 1540 لمراقبة الجهود المبذولة لمنع حصول الإرهابيين أو غيرهم من الجهات الفاعلة غير الحكومية على أسلحة الدمار الشامل .

## القرار

### أعمال
بموجب الفصل السابع من ميثاق الأمم المتحدة، تم تمديد ولاية لجنة القرار 1540 لفترة 10 سنوات، حتى 25 أبريل 2021. صدرت تعليمات للجنة بإجراء مراجعة شاملة قبل خمس وعشر سنوات من تجديد تفويضها بشأن تنفيذ القرار 1540 وتقديم خطة عمل سنوية بحلول 31 مايو 2011 إلى المجلس. علاوة على ذلك، كان من المقرر أن تتلقى اللجنة المساعدة من ثمانية خبراء. ثم تناول القرار القضايا التالية المتعلقة باللجنة:
تنفيذ القرار 1540
طُلب من جميع البلدان التي لم تبلغ اللجنة بجهودها لتنفيذ القرار 1540 أن تفعل ذلك في أقرب وقت ممكن.
مساعدة
وصدرت تعليمات للبلدان التي احتاجت إلى المساعدة بإخطار اللجنة، بينما طُلب من البلدان الأخرى تقديم المساعدة للجنة.
التعاون مع المنظمات الدولية والإقليمية ودون الإقليمية
تمت دعوة المنظمات الدولية والإقليمية ودون الإقليمية لتوفير نقطة اتصال مع اللجنة لتنفيذ القرار 1540 والمشاركة في تبادل المعلومات.
الشفافية والتواصل
كان على لجنة القرار 1540 الاستمرار في العمل بطريقة شفافة والاستفادة إلى أقصى حد من موقعها على شبكة الإنترنت وتنظيم فعاليات التوعية والمشاركة فيها.
الإدارة والموارد
أقر المجلس بأن اللجنة بحاجة إلى دعم وموارد مستمرين للوفاء بولايتها.